# Femmena nera/L'ultima buscia
Femmena nera/L'ultima buscia, pubblicato nel 1963, è il quarto singolo di Mario Merola

## Descrizione
Il disco contiene due cover.

## Tracce
Lato A
- Femmena Nera (Chiarazzo - Cardinale)

Lato B
- L'ultima buscia (Riccardi - Sorrentino)